# Wola Krupica
Wola Krupica (biał. Воля-Крупіцы; ros. Воля-Крупицы) – wieś na Białorusi, w obwodzie grodzieńskim, w rejonie mostowskim, w sielsowiecie Kuryłowicze, nad Szczarą i przy lasach Rezerwatu Krajobrazowego Puszcza Lipiczańska.
W dwudziestoleciu międzywojennym leżała w Polsce, w województwie nowogródzkim, w powiecie lidzkim (do 1929), następnie w powiecie szczuczyńskim, w gminie Orla.